# Juraj Dugoruki
Jurij Dolgoruki (ruski:Юрий Долгорукий; 1099. – 15. svibnja 1157.) također poznat još i kao Juraj I. od Rusije bio je ključna figura u premještanju političke moći iz Kijeva u Vladimir-Suzdalj, što se dogodilo nakon smrti njegovog starijeg brata Mstislava Velikog. Vladao je Kijevom kao veliki knez od rujna 1149. do travnja 1151. i ponovo od ožujka 1155. do svibnja 1157.

## Osnivanje tvrđava i gradova
Jurij je bio šesti sin Vladimira Monomaha. Iako se ne zna točna godina njegovog rođenja, postoji legenda da mu je Jurijev stariji brat Vjačeslav, rekao: „Ja sam mnogo stariji od tebe; već sam imao bradu kada si se ti rodio“. Pošto se Vjačeslav rodio ranih 1080.-tih, to kazuje da je Jurijeva godina rođenja mogla biti 1099./1100. 
Godine 1108., Jurij je bio poslat da upravlja prostranom Rostov-Suzdalskom provincijom na sjeveroistoku Kijevska Rus'. Godine 1121. premijestio je prijestolnicu u Suzdal. Kako je ovo područje bilo gusto naseljeno, Jurij je ovdje izgradio mnoge tvrđave. Osnovao je i gradove Ksnjatin 1134., Pereslavlj-Zaleski i Jurijev-Polski 1152. te Dmitrov 1154. Juriju Dolgorukom se također pripisuje i osnivanje Tvera, Kostrome i Vologde.
Godine 1147. Jurij se sreo sa Svjatoslavom Olgovičem na mjestu zvanom Moskva. Ovo prvo spominjanje imena se smatra i godinom osnivanja grada. Jurij je 1156. utvrdio Moskvu drvenim zidovima i jarkom.